# Oliviero Lacagnina
Oliviero Lacagnina (La Spezia, 2 ottobre 1951) è un compositore italiano.

## Biografia
Inizia molto presto lo studio del pianoforte. Nei primi anni '70, contemporaneamente all'attività di organista presso il Santuario della Madonna della Salute alla Spezia,  entra a far parte del gruppo prog genovese Latte e Miele come tastierista incidendo, anche in qualità di compositore, nel 1972 gli Lp Passio secundum Mattheum e nel 1973 Papillon, ambedue per l'etichetta discografica Polydor. Fino al 1976, anno dell'incisione di Pavana (dall'album dei Latte e Miele Aquile e scoiattoli per l'etichetta genovese Magma), brano che diventerà in seguito sigla televisiva (A come agricoltura e Agricoltura domani di Giovanni Minoli per Rai1), l'attività nel campo del rock progressivo lo porta ad esibirsi sia in Italia che all'estero (comprese le tournée con i Van der Graaf Generator e la partecipazioni a vari festival nazionali).
Verso la fine degli anni '70 riprende gli studi classici con Mario Fiorentini (Composizione), Martha del Vecchio (Pianoforte) e Bruno Campanella (Direzione d'orchestra).

## La musica per l'immagine
Contemporaneamente all'attività di pianista nel gruppo jazz Laborinto Jazz Ensemble, nei primi anni '80 inizia l'esperienza compositiva che più lo affascinerà: la musica per l'immagine. Questo percorso si snoderà tra film industriali (composti per OARN, Italimpianti, Ansaldo di Genova e AIED in collaborazione con la designer e artista giapponese Fusako Yusaki), documentari (Magra un fiume di vita, 5 Terre sopra e sotto il mare, Posidonia, tutti di Valter Torri e trasmessi da Geo & Geo di Rai3), corti (Sguardi di Luigi Faccini) e docufilm (Rudolf Jacobs – l'uomo che nacque morendo  sempre di Luigi Faccini e presentato alla 68ª Biennale di Venezia nel 2011). Sue le musiche del documentario Giovanni Enriques – che seppe immaginare il futuro di Luigi Faccini edito nel 2014 dalla  Hoepli per la casa editrice Zanichelli di Bologna.

## Le opere per chitarra e orchestra
Negli anni '90 nascono le opere dedicate alla chitarra. Fondamentali sono stati gli incontri con Adriano Sebastiani, Edoardo Catemario, Flavio Cucchi, Roberto Masini e Simona Costantino. Per alcuni di questi concertisti vengono scritte alcune composizioni: Concerto serenata (dedicato ad Astor Piazzolla) per chitarra e archi del 1994 eseguito in prima assoluta da Edoardo Catemario con i Solisti di Firenze e in seguito registrato per la ARTS con l'orchestra Vincenzo Galilei di Fiesole diretti da Nicola Paszkowsky - American Portraits per chitarra e quintetto d'archi del 1998 eseguito in prima assoluta da Flavio Cucchi con il Modì Ensemble e, successivamente, registrato per la casa inglese ARC Music - Musica per un momento, del 1999, per chitarra e orchestra d'archi eseguito ed inciso, sempre per la casa inglese ARC Music, con l'Orchestra "C. A. Mussinelli" diretta da "Bruno de Franceschi", il concerto per due chitarre e orchestra, del 2002, eseguito, ma mai inciso, dal duo Masini – Costantino con l'Orchestra Sinfonica di Grosseto diretta da Franz Anton Krager.

## Discografia
- 1972 - Passio secundum Mattheum - (Polydor, 2448 011)
- 1973 - Papillon - (Polydor, 2448015)
- 1976 - Aquile e scoiattoli - (Magma, MAL 01)
- 1992 - Musica sacra e profana del Levante ligure (1582 - 1797)  (Noteinbianco, 292)
- 1992 - Latte e Miele Live - registrato nel 1974 - (Mellow Records, MMP 110)
- 1996 - Lucky to be
- 1999 - American Portraits (Arc Music, EUCD 1512)
- 2000 - Musica per un momento  (Arc Music, EUCD 1615)
- 2000 - Songs of the European Christmas Story (Kicco Classic, KC027CD)
- 2001 - Baglioniana
- 2002 - I Poeti del Mare (VNC 002)
- 2003 - Il sogno di Rosetta (Bongiovanni, GB 2331-2)
- 2003 - Trilogy (Akarma, AK 1041/4)
- 2006 - Conciertango (ARTS, 47728-8)
- 2007 - Ron in concerto (Sony BMG, 88697191692)
- 2008 - Live tasting (Aereostella, 019358AER)
- 2008 - It's Christmas Time (Aereostella, 01943124AER)
- 2009 - Marco Polo - Sogni e viaggi (Aereostella, 0199312AER)
- 2012 - Fiori di loto (Premio Lunezia)
- 2013 - PFM in Classic (Aereostella, ARS IMM/1019)
- 2014 - Passio secundum Mattheum - The complete work (Black Widow)

## Musica per immagini
- 1996 - 5 Terre sopra e sotto il mare (Inter/AV)
- 1996 - Magra, un fiume di vita (Inter/AV)
- 1996 - Venice & Florence (Dreamware)
- 2000 - Sguardi (Ippogrifo Liguria)
- 2005 - Le mani raccontano (Ippogrifo Liguria)
- 2008 - Nella carne di un nome (Ippogrifo Liguria)
- 2009 - Storia di una donna amata e di un assassino gentile (Ippogrifo Liguria)
- 2009 - Libri di pietra libri d'acqua (Ippogrifo Liguria)
- 2011 - Rudolf Jacobs, l'uomo che nacque morendo (Ippogrifo Liguria)
- 2012 - On the hill of Caprona: the house of Pascoli
- 2012 - Parole in gioco (Ippogrifo Liguria)
- 2013 - Giovanni Enriques che seppe immaginare il futuro (Zanichelli)
- 2020 - Le margherite amano il sole di Daniele Ceccarini (cortometraggio)